# Editorial Valenciana
Editora Valenciana fue una editorial española, ubicada en Valencia, que fuera fundada por Juan Bautista Puerto en 1932 con el nombre de La Valenciana. Durante los años 40 y 50 y bajo la dirección artística de José Soriano Izquierdo, se convirtió en la primera productora local de tebeos y en una de las más relevantes a nivel nacional, junto a la barcelonesa Editorial Bruguera. Publicó cuadernos de aventuras como El Guerrero del Antifaz o Roberto Alcázar y Pedrín y revistas como "Jaimito", "Mariló" y "Pumby", todas muy populares en su época.

## Historia

### Inicios (1930-39)
"La Valenciana" fue creada en 1932 por Juan Bautista Puerto Belda, produciendo mayormente folletines lacrimógenos (Soledad, nacida en el fango, 1938), novelas populares y libretos de teatro valenciano (La Carmencita).
Al comenzar la Guerra Civil, cesó su producción.

### Un nuevo punto de partida (1940-45)
Tras la guerra, su heredero Juan Manuel Puerto orientó su producción hacia el público infantil, a causa de las buenas ventas logradas por el álbum de cromos Deporte e instrucción y el cuaderno de aventuras Roberto Alcázar y Pedrín de Eduardo Vañó.
Intentó, en vano, conseguir el permiso de publicación periódica, tanteando el mercado de los cuadernos humorísticos hasta lograr consolidar la revista Jaimito (1944), obra de José Soriano Izquierdo y Antonio Ayné, mientras que unos jovencísimos Manuel Gago, Edmundo Marculeta, Miguel Quesada y Claudio Tinoco se encargaban, con un estilo todavía tosco, de desarrollar nuevos cuadernos de aventuras.

### La consolidación (1946-49)
En 1946, Juan Puerto redujo el ritmo de edición de nuevos títulos al comprobar el éxito comercial de El Guerrero del Antifaz (1943) y El Pequeño Luchador (1945) de Gago y La Pandilla de los Siete (1945) de Miguel Quesada. y empezó a aplicar la estrategia de comprar series a sus autores sin la intención de editarlas en el momento, solo para que no lo hiciera la competencia. Cerró también las colecciones de cuadernos humorísticos, cuyos autores se integraron en las revistas Jaimito y S.O.S. (esta última creada en 1948).
Para entonces, Editorial Valenciana estaba solidamente implantada en su región y difundía sus productos por toda España.

### El auge (1950-1965)
Valenciana, que competía ya a un nivel nacional, lanzó publicaciones para niños como Mariló (1950), que se convierte pronto en una revista juvenil femenina; Pumby (1953), de protagonismo animal, y Cuentos gráficos Cascabel (1956), donde destacaron autores como Emilio Frejo.
Incrementó su plantel de cuadernillos, con los exitosos Purk, el hombre de piedra (1950) y El espadachín enmascarado (1952), ambos de Gago; Milton el corsario (1956), la otra gran serie de Vañó; Yuki, el Temerario (1958) y Hazañas de la juventud audaz (1959).
Lanzó también la colección de novelas bélicas Comando (1951), pronto adaptada al cómic. Entre sus colecciones de novelas de ciencia ficción, pueden destacarse El vengador del Mundo, Luchadores del Espacio y Luchadores del Espacio 2.ª época: Saga de los Aznar.

### La decadencia (1966-1971)
A mediados de los años 60, las colecciones de cuadernos de aventuras se derrumbaron, a causa de los cambios sociales, la difusión de nuevas formas de ocio como la televisión y el repunte de la censura motivado por la llegada de María Consuelo Reyna a la Delegación en Valencia de la Comisión de Información y Publicaciones Infantiles y Juveniles.
Solo sobrevive "Roberto Alcázar y Pedrín", cuyo éxito y el de las revistas "Jaimito" y "Pumby" mantiene a la editorial. Muchos de sus autores humorísticos empezaron, sin embargo, a trabajar también para Editorial Bruguera, como Carbó, Rojas, Sifré o el mismísimo Sanchis.

### Un cierto renacer (1972-1984)
Valenciana, que cambió su nombre a Ediprint en 1974 y Edival en 1975, empezó a lanzar reediciones coloreadas y remontadas de sus cuadernos de aventuras clásicos, comenzando por "El Guerrero del Antifaz" en 1972, así como material extranjero.
También se abrió al boom del cómic de terror con un nuevo "S. O. S." e intentó aprovechar la popularidad de los estrenos cinematográficos del momento, como Mazinger-Z, el robot de las estrellas (1978).
Cuando la editorial cerró en 1984, sus propietarios se quedaron con los originales de los autores y estos tuvieron que litigar para recuperar sus derechos, no consiguiéndolos Sanchís hasta 1999.

## Colecciones de tebeos
| Título                                           | Año       | Guionista                  | Dibujante                   | Ejemplares | Tipo     | Tamaño en cm. | Periodicidad | Precio facial en pesetas | Comentario                        |
| ------------------------------------------------ | --------- | -------------------------- | --------------------------- | ---------- | -------- | ------------- | ------------ | ------------------------ | --------------------------------- |
| Roberto Alcázar y Pedrín                         | 1940-1976 | Eduardo Vañó               | Eduardo Vañó                | 1219       | Cuaderno |               | Semanal      |                          |                                   |
| Jaimito                                          | 1942-1972 | Varios                     | Varios                      |            | Revista  |               | Semanal      |                          |                                   |
| Julio y Ricardo                                  | 1943      | Edmundo Marculeta          | Edmundo Marculeta           |            | Cuaderno |               | Semanal      |                          | Imitación de Tim Tyler's Luck.    |
| El Vengador del mundo                            | 1944      | Fidel Prado                | Edmundo Marculeta           |            | Cuaderno |               | Semanal      |                          | Adaptación del folletín homónimo. |
| El Guerrero del Antifaz                          | 1946-1966 | Manuel Gago                | Manuel Gago                 | 668        | Cuaderno |               | Semanal      |                          |                                   |
| Silac, el Hombre-León                            | 1945      | Enrique Pertegás           | Enrique Pertegás            |            | Cuaderno |               | Semanal      |                          |                                   |
| X-3 y patrulla secreta/ King, el pequeño policía | 1945      |                            | José Grau                   |            | Cuaderno |               | Semanal      |                          |                                   |
| El Pequeño Enmascarado/ La Pandilla de los Siete | 1945      | Miguel Quesada             | Manuel Gago, Miguel Quesada |            | Cuaderno |               | Semanal      |                          |                                   |
| El Pequeño Luchador                              | 1945-1956 | Manuel Gago, Pedro Quesada | Manuel Gago                 | 230        | Cuaderno |               | Semanal      |                          |                                   |
| El Temerario                                     | 1946      | Varios                     | Varios                      |            | Revista  |               | Semanal      |                          |                                   |
| Los Exploradores del Universo                    | 1948      | Pedro Quesada              | Miguel Quesada              |            | Cuaderno |               | Semanal      |                          |                                   |
| El Rey del Mar                                   | 1948      | Pedro Quesada              | Luis Bermejo                |            | Cuaderno |               | Quincenal    |                          |                                   |
| S.O.S. (1.ª época)                               | 1948      |                            |                             |            |          |               |              |                          |                                   |
| Purk, el hombre de piedra                        | 1950      |                            |                             |            |          |               |              |                          |                                   |
| Espadachín enmascarado, El                       | 1950      |                            |                             |            |          |               |              |                          |                                   |
| Milton el corsario                               | 1956      |                            |                             |            |          |               |              |                          |                                   |
| Selecciones de Jaimito                           | 1957      |                            |                             |            |          |               |              |                          |                                   |
| Yuki, el Temerario                               | 1958      |                            |                             |            |          |               |              |                          |                                   |
| Adaptación gráfica para la juventud              | 1959      | Varios                     | Varios                      |            |          | 19 x 13       |              |                          |                                   |
| Hazañas de la juventud audaz                     | 1959-1960 | George H. White            | Matías Alonso               | 44         | Cuaderno | 17 x 24       |              |                          |                                   |
| Super Pumby                                      | 1959      | Varios                     | Varios                      |            |          |               |              |                          |                                   |
| Adaptación(es) gráficas para la juventud         | 1960      | Varios                     | Varios                      |            |          | 26 x 18       |              |                          |                                   |
| Adaptaciones gráficas de cuentos clásicos        |           | Jesús Liceras              | Jesús Liceras               |            |          | 27 x 19       |              |                          |                                   |
| Mazinger-Z, el robot de las estrellas            | 1978      | Federico Amorós, Sanchis   | Sanchis                     |            |          |               | Quincenal    | 35 ptas.                 |                                   |
| Alberto España                                   | 1944 1949 | Manuel Gago                | Manuel Gago                 | 8          | Cuaderno | 17x24         |              | 0,50 ptas 1 pta          | 1.ª edición Reedición             |